# Điền trang Neverland
Điền trang Neverland (trước đây là Điền trang Sycamore) là một khu điền trang phát triển ở Santa Barbara County, California, tọa lạc tại 5225 Figueroa Mountain Road, Los Olivos, California 93441, nổi tiếng từng là nơi sinh sống nghệ sĩ người Mỹ Michael Jackson từ năm 1988 đến năm 2005. Jackson đặt tên cho nó là Neverland, dựa trên câu chuyện về Peter Pan, một cậu bé không bao giờ trưởng thành. Trang trại nằm ở khoảng 5 dặm (8 km) về phía bắc vùng chưa hợp nhất Los Olivos, và khoảng 8 dặm (13 km) về phía bắc của thị trấn Santa Ynez.
Hiện nay, trang trại thuộc quyền sở hữu của Tổ chức di sản của Michael Jackson, với Colony Capital LLC duy trì cổ phần 12,5% chưa phân phối trong tài sản.